# メトロポリス (漫画)
『メトロポリス』は、手塚治虫の漫画。
1949年（昭和24年）に発表され、1948年の『ロスト・ワールド』、1951年の『来るべき世界』とともに、手塚の「初期SF三部作」の一つとなっている。文明の絶頂期にある人類が発達し過ぎた科学の力に逆襲される様子を描いた。
フリッツ・ラングによる同名のSF映画『メトロポリス』（1927年）が、執筆のヒントのひとつになっている。デビュー前の学生時代に描いた習作である『幽霊男』の一部が使われている。
本作を原作として製作されたアニメーション映画『メトロポリス』が2001年に劇場公開された。

## あらすじ
「頭脳の力」を限りなく発達させた人類によって、文明の絶頂期にある近未来の大都市メトロポリス。秘密組織レッド党の台頭を町中が警戒する中、突如として太陽に無数の黒点が現れ始めた。人工生命の創造を研究テーマとしていた科学者ロートン博士は、黒点からでる放射線の影響で、人造タンパク質に生命の片鱗が見えたことに大喜びする。
しかし、人工黒点を密かに作り出した張本人であるレッド党の首領・レッド公に脅され、人造細胞を用いて天使のように美しい姿と、恐るべき悪魔のような能力を合わせ持った人造人間を作ってしまう。悪用を恐れたロートン博士は事故と見せかけて研究所に火をつけ、完成したばかりの人造人間もろとも失踪する。
数ヵ月後。人造人間はロートン博士の下で、ごく普通の人間「ミッチィ」として密かに育てられていた。しかし、ひょんなことからレッド党に所在を知られ、博士は殺されてしまう。
現場に居合わせた私立探偵ヒゲオヤジは、博士の遺言どおりミッチィを引き取り、甥のケンイチが通う学校に通わせるが、両親の姿を追い求めるミッチィはケンイチの元を密かに抜け出し、両親を探したい一心で外国へ行く客船アトランチス号に乗り込む。
しかし、その船はレッド党の所有物であり、ミッチィはついに捕まってしまう。レッド公を実の父と思い涙を流して抱きつくミッチィをレッド公は嘲笑いながら突き放し、人間の手によって作られた人造人間であるという事実を突きつけた。ミッチィは怒りのあまり船上のロボット達を率いて反乱を起こす。全人類に対する憎しみに囚われたミッチィは、レッド公の下で虐げられていたロボット達を率いてメトロポリスに侵攻し、親友だったケンイチの言葉にも耳を貸さず、時計塔の頂上で彼と決闘を始める。人造人間の恐るべき力でケンイチを圧倒し追い詰めるが、命の源であった黒点の消滅に伴い、突如体から煙が噴き出し、火に包まれて落下する。
病院に訪れたケンイチが見たものは、全身が溶け崩れ変わり果てたミッチィの姿だった。命尽きる時は訪れ、ケンイチや学校の同級生が見守る中ついに心臓が溶け、ミッチィは短く悲しい生涯を終えるのだった。
そしてベル博士は読者に問いかける。現実に発達した科学の力が、いずれ我々の身をも滅ぼしていくのではないかと。

## 主な登場人物
ケンイチ
主人公。メトロポリスに住むヒゲオヤジの甥。町で出会ったミッチィの素性を知り、レッド党から守るために奮戦する。
ミッチィ
準主人公。人造細胞を用いて生み出された人造人間。天使のごとき美しさと悪魔の力を持つが、本人は知らない。のどの隠しスイッチを押すと、少年にも少女にも姿を変えられる。
ヒゲオヤジ
本名：伴俊作。ケンイチの叔父で、レッド公逮捕のために日本からやって来た私立探偵。
レッド公
世界的規模の犯罪組織・レッド党の首領。残忍で冷酷な性格。大きく目立つカギ鼻を隠すための変装が得意。
有能な科学者でもあり、ロートン博士の人造細胞の研究に目をつけ、引力を遮断する物質オモテニウムで細胞の成長を促進させる放射能を出す人工黒点を作り出し、ロートン博士を脅迫して人造人間ミッチィを作らせた。
最終的に反乱を起こしたロボット達の手によって殺害される。
ロートン（演：ブタモ・マケル）
人造生命の誕生に腐心していた優秀な科学者。ミッチィの生みの親。ミッチィの悪用を恐れてレッド公に逆らったため、殺される。
エンミイ
スラムの花売り娘。ならず者の姉と2人暮らし。ミッチィを連れてくるよう、ある人物に命令される。
グレーシー
エンミイの姉。金に汚く、妹に辛く当たる。終盤ではならず者仲間とドサクサ紛れの空き巣狙いをして悲惨な目に遭う。
作中で名前を呼ばれるシーンはないが、自動車事故にあう寸前にミッチィに助けられたエンミイが帰宅するシーンで、自宅の扉にエンミィと彼女の名前が書かれた表札が下げられている。
ノタアリン
メトロポリス市警警視総監。レッド公逮捕に腐心するが、かなりマヌケでやすやすと欺かれてしまう。
ガニマール
パリから来た警部。レッド公逮捕に協力するが、ノタアリンと一緒にレッド党に捕まってしまう。
シャーロック・ホームズ
イギリスの名探偵。レッド公逮捕のためヒゲオヤジとノタアリンに協力するが…
フイフイ
レッド党の地下本部で機械労働に従事させられているロボットの1人。捕らえられたヒゲオヤジと出会い、ロボットを作り出す秘密の装置の場所を教えるが、レッド公によって溶かされてしまった。
ヨークシャー・ベル博士（演：花丸先生）
ロートン博士の親友。腎臓細胞の研究に行き詰まり周囲に嘲笑われるロートンを気遣い、いつか君の努力は報われるさとなぐさめるものの、レッド公の暗躍によりこの上なく悪い形で実現してしまうこととなった。
本作のナビゲーターでもあり、科学技術の発達に対する彼の警告で本作は幕をあけ、そして幕を下ろす。

## 単行本
この作品は上記に記されている通り、1949年（昭和24年）に発表された、手塚作品の中でも極めて初期の作品である。古書店街である神田の中野書店 漫画部（現：夢野書店）では2002年に、この昭和24年刊行の初版をレジ横のショーケースにて、半ば店の広告・看板的な扱いで陳列し、950,000円の値を付けていた。
- 『メトロポリス』育英出版（1949年）
- 現代漫画6『手塚治虫集』筑摩書房（1970年）
- 虫の標本箱II『メトロポリス』青林堂（1976年）
- 手塚治虫漫画全集『メトロポリス』講談社（1979年）
- 手塚治虫初期漫画館『メトロポリス』名著刊行会（1980年）
- 小学館叢書『手塚治虫初期傑作集1』小学館（1990年）
- 角川文庫手塚治虫初期傑作集『メトロポリス』角川書店（1995年）
- 虫の標本箱2『メトロポリス』ふゅーじょんぷろだくと（1999年）
- 『メトロポリス』（角川書店） - 新装版、構想ノート収録（2001年）
- 手塚治虫文庫全集『ロストワールド メトロポリス』講談社（2009年）
- SF三部作完全復刻版と創作ノート『メトロポリス』小学館クリエイティブ（2011年）

## 派生作品
手塚治虫生誕90周年記念書籍「テヅコミ」Vol.7（マイクロマガジン社）にてフランス出身の作家マチュー・バブレによる本作を原作にした読み切り漫画「呪われしもの」が掲載された。